# Luigi I d'Angiò
Luigi I d'Angiò-Valois (Vincennes, 23 luglio 1339 – Bisceglie, 20 settembre 1384) è stato un principe francese.
Figlio secondogenito del re di Francia Giovanni II di Francia e di Bona di Lussemburgo, sorella dell'imperatore Carlo IV del Sacro Romano Impero, fu prima creato conte e poi duca d'Angiò, conte del Maine, duca di Turenna, conte di Provenza e di Forcalquier.
Nel 1380 la regina Giovanna I di Napoli, priva di eredi, lo designò come suo legittimo erede, ma nel 1382 Carlo d'Angiò-Durazzo, il quale era stato designato erede prima di Luigi, entrò a Napoli facendo incarcerare e poi uccidere Giovanna, proclamandosi re. Luigi si definì re di Napoli fino alla morte, avvenuta nel 1384, e le pretese al trono e il titolo vennero ereditate dal figlio Luigi II.

## Biografia

### Guerra dei cent'anni
L'8 febbraio 1351, come confermano gli Anales De La Corona De Aragon, Volume 2, a Perpignano, Luigi fu fidanzato con Costanza d'Aragona, ma il matrimonio non fu poi celebrato, come conferma anche Anselme de Sainte-Marie.
Suo padre, Giovanni II di Francia, nel 1356 lo nominò conte d'Angiò, e nel 1360 duca d'Angiò.
Luigi prese parte attiva alla guerra dei cent'anni tra Francia e Inghilterra partecipando alla battaglia di Poitiers, combattendo nel battaglione comandato dal fratello Carlo, delfino. Combatterono entrambi strenuamente, ma nel mezzo del conflitto si diedero alla fuga, evitando la cattura da parte degli Inglesi. Il re Giovanni II e Filippo detto l'Ardito, fratello più giovane di Luigi, furono invece fatti prigionieri da Edoardo il Principe Nero. Le condizioni del riscatto e la pace tra Francia e Inghilterra furono sancite dal trattato di Brétigny, firmato il 24 ottobre 1360.
Alcune clausole del trattato di Brétigny stabilirono la consegna di 40 ostaggi di estrazione nobile a garanzia del pagamento del riscatto. Luigi, che già era duca d'Angiò, venne inserito in questo gruppo di ostaggi e salpò per l'Inghilterra, assieme al fratello Giovanni, nel corso del 1361. Ma la Francia non era in buone condizioni economiche e pertanto molte rate del debito furono pagate in ritardo. Di conseguenza, Luigi rimase prigioniero per un tempo molto più lungo rispetto ai mesi previsti. Per il fatto che non gli era stato permesso di portarsi la moglie appresso, pur essendo trattato bene provò a negoziare il suo rilascio in una trattativa riservata con Edoardo III d'Inghilterra; non avendo ottenuto l'esito sperato, mentre suo padre il re trattava il suo rilascio, nel 1363 Luigi venne meno alla parola data e fuggì. Giovanni non approvò lo scorretto comportamento del figlio e, per riacquistare l'onore perduto, fece ritorno in Inghilterra, dove fu ricevuto a Londra con grandi onori, ma dopo un inverno passato in trattenimenti, l'8 aprile 1364, morì.
Nel 1365, il nuovo re di Francia, suo fratello Carlo V, inviò Luigi in Bretagna, per concludere la pace tra il duca Giovanni V di Bretagna, anche conte di Montfort, e Jeanne de Penthièvre, contessa di Penthièvre, vedova di Carlo di Blois.
Sempre nel 1365, Luigi col fratello Giovanni andò ad Avignone a presenziare all'incontro tra papa Urbano V e l'imperatore Carlo IV, che era suo zio, e che, scortato da Amedeo VI di Savoia, si recava ad Arles per essere incoronato, il 4 giugno, re del regno di Arles dall'arcivescovo della città.

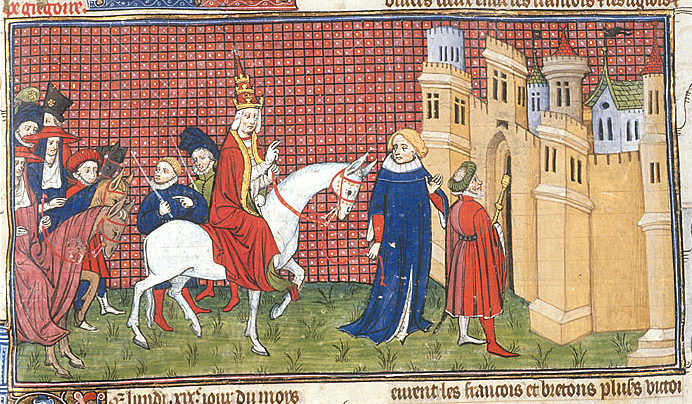
Luigi conduce Papa Gregorio XI e i cardinali al palazzo dei Papi di Avignone, Chroniques de France ou de St. Denis

Luigi combatté contro gli inglesi in altre occasioni, al fianco del connestabile Bertrand du Guesclin. Nello stesso periodo fu vicino alla corte papale di Avignone, divenendone un finanziatore; papa Gregorio XI era debitore di Luigi per un ammontare di 120.000 franchi d'oro.
Dopo la morte di Carlo V nel 1380, Luigi divenne reggente per conto del nipote minorenne Carlo VI di Francia, assieme ai fratelli Giovanni e Filippo, e a Luigi II di Borbone, fratello di Giovanna di Borbone, madre del re minorenne. Luigi aveva ottenuto la nomina a reggente unico, sino al 4 novembre 1380, quando Carlo VI fu incoronato. Poi resse per circa un anno, essendone stato eletto presidente, il consiglio della corona, composto da 12 membri della casa reale, che lasciò nelle mani del fratello Filippo nel corso del 1381, per intraprendere la sua spedizione in Italia.

### Re titolare di Napoli
Nel corso del 1380, infatti, Luigi era stato adottato e nominato erede al trono dalla regina Giovanna I di Napoli, dato che costei non aveva eredi diretti ed era in urto col cugino, Carlo di Durazzo, che aveva indicato erede prima di Luigi. Nel corso del 1381, mentre Luigi era ancora impegnato col consiglio della corona, Carlo di Durazzo, sconfitto nel mese di giugno ad Anagni il marito di Giovanna, Ottone IV di Brunswick, entrò in Napoli il 26 luglio e mise sotto assedio il Maschio Angioino, dove la regina si era rifugiata. In agosto Giovanna si arrese e venne imprigionata nella fortezza di Muro Lucano, dove fu fatta uccidere alcuni mesi dopo.

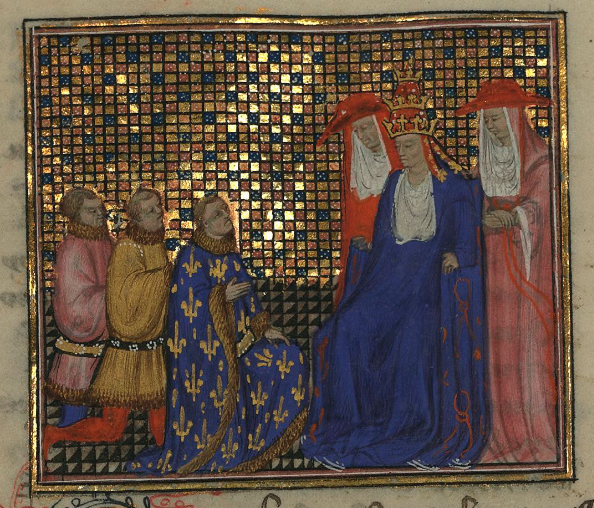
Luigi d'Angiò alla presenza di Clemente VII

Dopo essere stato incoronato ad Avignone dall'antipapa Clemente VII, Luigi d'Angiò, ora conte di Provenza, grazie all'appoggio dell'antipapa, del re di Francia e di Gian Galeazzo Visconti e alle risorse finanziarie di cui si era appropriato durante la reggenza, nella primavera del 1382 approntò un corpo di spedizione, assieme al conte Amedeo VI di Savoia, per entrare in Italia e ristabilire l'ordine dinastico voluto dalla defunta regina. La spedizione si risolse con un nulla di fatto e lo scontro fra i rivali non si consumò mai: il 1º marzo 1383, colto da malattia, Amedeo VI moriva in Molise, mentre, il 20 settembre del 1384, Luigi d'Angiò, raggiunta la Puglia, morì a Bisceglie, a seguito delle ferite riportate in combattimento contro i durazzesi nel sacco di Bisceglie avvenuto il 13 settembre 1384.
Il suo corpo venne sepolto a Bisceglie, nel tempietto di San Ludovico poi inglobato nella chiesa di San Luigi.
Alla sua morte lasciò il suo preteso diritto al trono di Napoli in eredità al figlio Luigi II d'Angiò, mentre Carlo di Durazzo si consacrò legittimo re di Napoli come Carlo III, instaurando sul trono il ramo degli Angiò-Durazzo.

## Matrimonio e discendenza

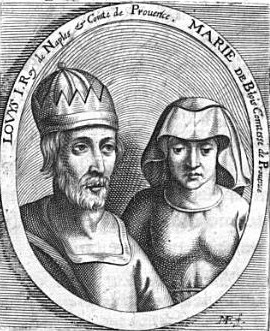
ritratto di Luigi e la consorte Maria di Blois tratto dal libro di Antoine de Ruffi Histoire des comtes de Provence

Il 9 luglio 1360, Luigi, come confermano le Mémoires pour servir de preuves à l'Histoire ecclésiastique et civile de Bretagne, Tome I, aveva sposato Maria di Blois-Châtillon o di Bretagna, figlia di Carlo di Blois-Châtillon, duca di Bretagna e di Giovanna di Penthièvre, come conferma Anselme de Sainte-Marie nella Histoire généalogique et chronologique de la maison royale de France, des pairs, grands officiers de la Couronne, de la Maison du Roy et des anciens barons du royaume.... Tome I / par le P. Anselme, che gli portò in dote la città di Guisa, ed alcune proprietà nei pressi di Parigi.
Durante la permanenza del marito in Italia, Maria governò le proprietà francesi (Provenza, Angiò e Maine) e, dopo la morte del marito, ebbe la tutela dei figli sino alla loro maggior età. Maria morì ad Angers il 12 novembre 1404 e fu sepolta nella chiesa di San Maurizio.
Luigi e Maria ebbero tre figli:
- Maria d'Angiò (1370-ca. 1383), premorta al padre;[13]
- Luigi (1377-1417), duca d'Angiò, conte di Provenza e re titolare di Napoli;[13]
- Carlo d'Angiò (1380-1404), principe di Taranto, duca di Calabria, conte del Maine e d'Étampes.[13]

## Ascendenza
|                           |                           |                           | Genitori               |  |  | Nonni |  |  | Bisnonni        |  |  | Trisnonni              |  |
|                           |                           |                           |                        |  |  |       |  |  | Carlo di Valois |  |  | Filippo III di Francia |  |
|                           |                           |                           |                        |  |  |       |  |  | Carlo di Valois |  |  | Filippo III di Francia |  |
|                           |                           | Isabella d'Aragona        |                        |  |  |       |  |  | Carlo di Valois |  |  |                        |  |
| Filippo VI di Francia     |                           |                           |                        |  |  |       |  |  | Carlo di Valois |  |  |                        |  |
|                           |                           | Margherita d'Angiò        | Carlo II d'Angiò       |  |  |       |  |  |                 |  |  |                        |  |
|                           |                           | Margherita d'Angiò        | Carlo II d'Angiò       |  |  |       |  |  |                 |  |  |                        |  |
|                           |                           | Margherita d'Angiò        | Maria d'Ungheria       |  |  |       |  |  |                 |  |  |                        |  |
| Giovanni II di Francia    |                           | Margherita d'Angiò        |                        |  |  |       |  |  |                 |  |  |                        |  |
|                           |                           | Roberto II di Borgogna    | Ugo IV di Borgogna     |  |  |       |  |  |                 |  |  |                        |  |
|                           |                           | Roberto II di Borgogna    | Ugo IV di Borgogna     |  |  |       |  |  |                 |  |  |                        |  |
|                           |                           | Roberto II di Borgogna    | Yolanda di Dreux       |  |  |       |  |  |                 |  |  |                        |  |
| Giovanna di Borgogna      |                           | Roberto II di Borgogna    |                        |  |  |       |  |  |                 |  |  |                        |  |
|                           |                           | Agnese di Francia         | Luigi IX di Francia    |  |  |       |  |  |                 |  |  |                        |  |
|                           |                           | Agnese di Francia         | Luigi IX di Francia    |  |  |       |  |  |                 |  |  |                        |  |
|                           |                           | Agnese di Francia         | Margherita di Provenza |  |  |       |  |  |                 |  |  |                        |  |
| Luigi I d'Angiò           |                           | Agnese di Francia         |                        |  |  |       |  |  |                 |  |  |                        |  |
|                           | Enrico VII di Lussemburgo | Enrico VI di Lussemburgo  |                        |  |  |       |  |  |                 |  |  |                        |  |
|                           | Enrico VII di Lussemburgo | Enrico VI di Lussemburgo  |                        |  |  |       |  |  |                 |  |  |                        |  |
|                           | Enrico VII di Lussemburgo | Beatrice d'Avesnes        |                        |  |  |       |  |  |                 |  |  |                        |  |
| Giovanni I di Lussemburgo | Enrico VII di Lussemburgo |                           |                        |  |  |       |  |  |                 |  |  |                        |  |
|                           |                           | Margherita di Lussemburgo | Giovanni I di Brabante |  |  |       |  |  |                 |  |  |                        |  |
|                           |                           | Margherita di Lussemburgo | Giovanni I di Brabante |  |  |       |  |  |                 |  |  |                        |  |
|                           |                           | Margherita di Lussemburgo | Margherita di Fiandra  |  |  |       |  |  |                 |  |  |                        |  |
| Bona di Lussemburgo       |                           | Margherita di Lussemburgo |                        |  |  |       |  |  |                 |  |  |                        |  |
|                           |                           | Venceslao II di Boemia    | Ottocaro II di Boemia  |  |  |       |  |  |                 |  |  |                        |  |
|                           |                           | Venceslao II di Boemia    | Ottocaro II di Boemia  |  |  |       |  |  |                 |  |  |                        |  |
|                           |                           | Venceslao II di Boemia    | Cunegonda di Kiev      |  |  |       |  |  |                 |  |  |                        |  |
| Elisabetta di Boemia      |                           | Venceslao II di Boemia    |                        |  |  |       |  |  |                 |  |  |                        |  |
|                           |                           | Giuditta di Asburgo       | Rodolfo I d'Asburgo    |  |  |       |  |  |                 |  |  |                        |  |
|                           |                           | Giuditta di Asburgo       | Rodolfo I d'Asburgo    |  |  |       |  |  |                 |  |  |                        |  |
|                           |                           | Giuditta di Asburgo       | Gertrude di Hohenberg  |  |  |       |  |  |                 |  |  |                        |  |
|                           |                           | Giuditta di Asburgo       |                        |  |  |       |  |  |                 |  |  |                        |  |

### Fonti primarie
- (FR)  Histoire généalogique et chronologique de la maison royale de France, tomus I.
- (FR)  Mémoires pour servir de preuves à l'Histoire ecclésiastique et civile de Bretagne, Tome I.
- (ES)  Anales De La Corona De Aragon, Volume 2.

### Letteratura storiografica
- Romolo Caggese, Italia, 1313-1414, in Storia del mondo medievale, vol. VI, 1999, pp. 296– 331
- Guillaume Mollat, I papa di Avignone il grande scisma, in Storia del mondo medievale, vol. VI, 1999, pp. 531–568
- A. Coville, Francia. La guerra dei cent'anni (fino al 1380), in Storia del mondo medievale, vol. VI, 1999, pp. 608–641
- A. Coville, Francia: Armagnacchi e Borgognoni (1380-1422), in Storia del mondo medievale, vol. VI, 1999, pp. 642–672
- Paul Fournier, Il regno di Borgogna o di Arles dall'XI al XV secolo, in Storia del mondo medievale, vol. VII, 1999, pp. 383–410